# Atlas (Rakete)

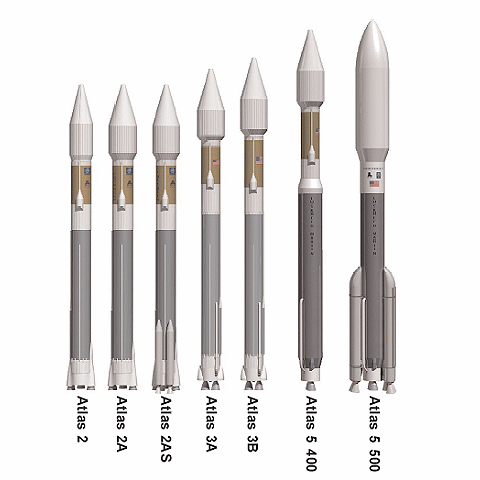
Entwicklungsstufen der Atlas von Atlas II bis Atlas V

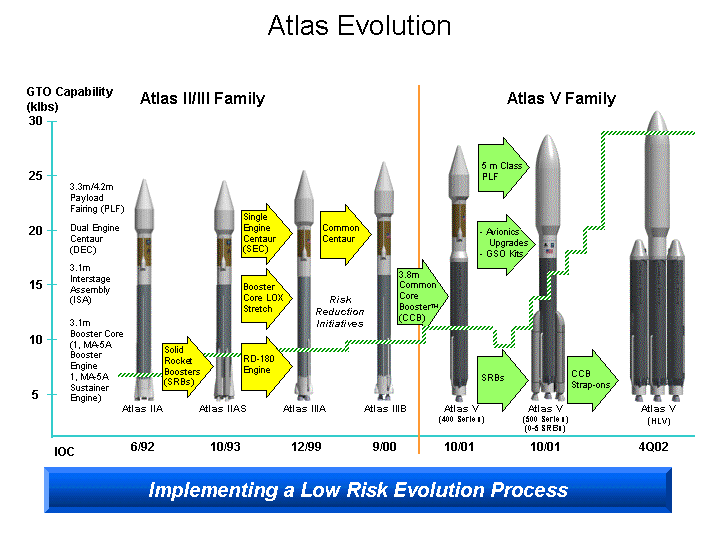
Die Atlas-Raketenfamilie: Weiterentwicklung zwischen 1992 und 2002

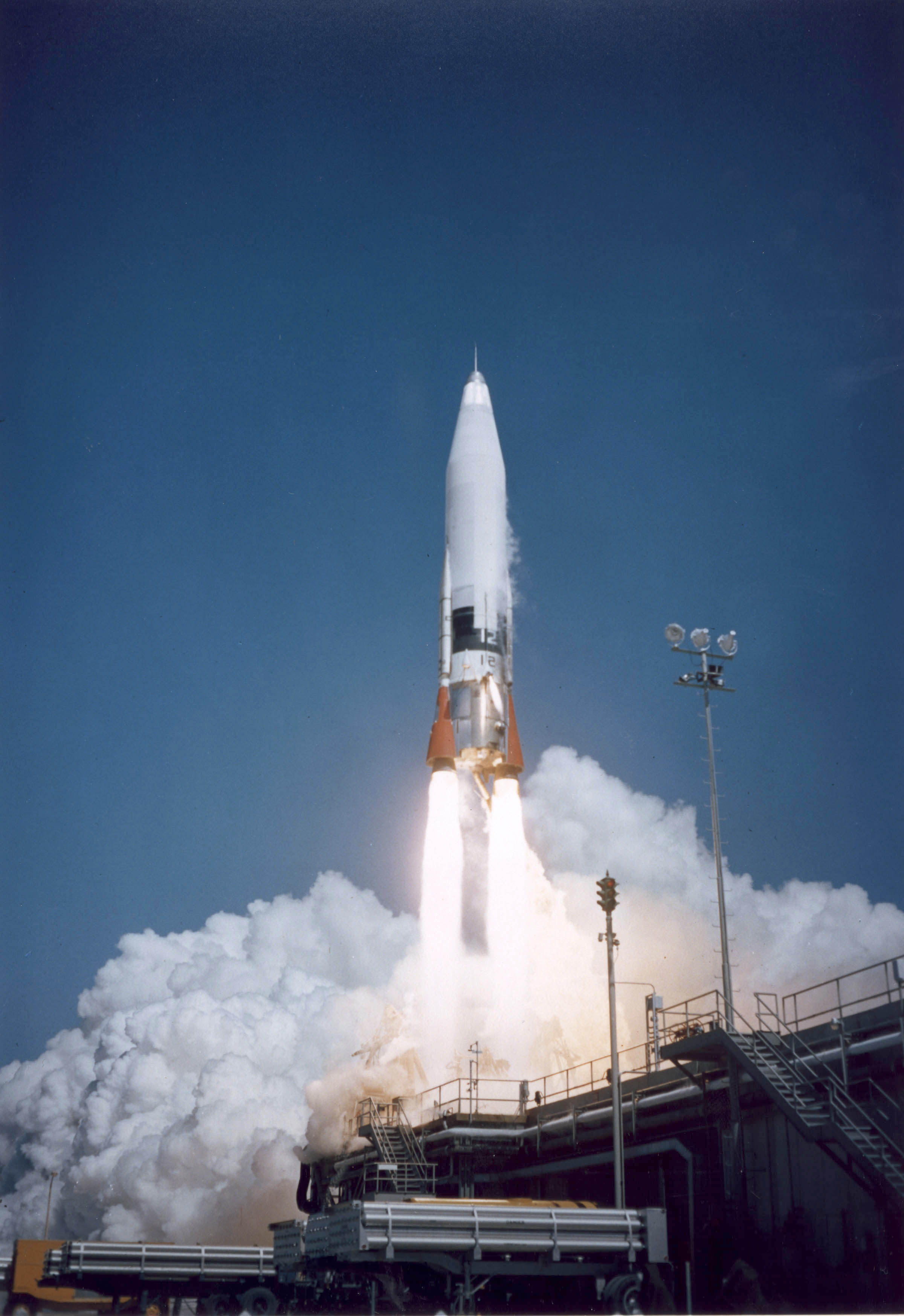
Interkontinentalrakete Atlas A (Februar 1958)

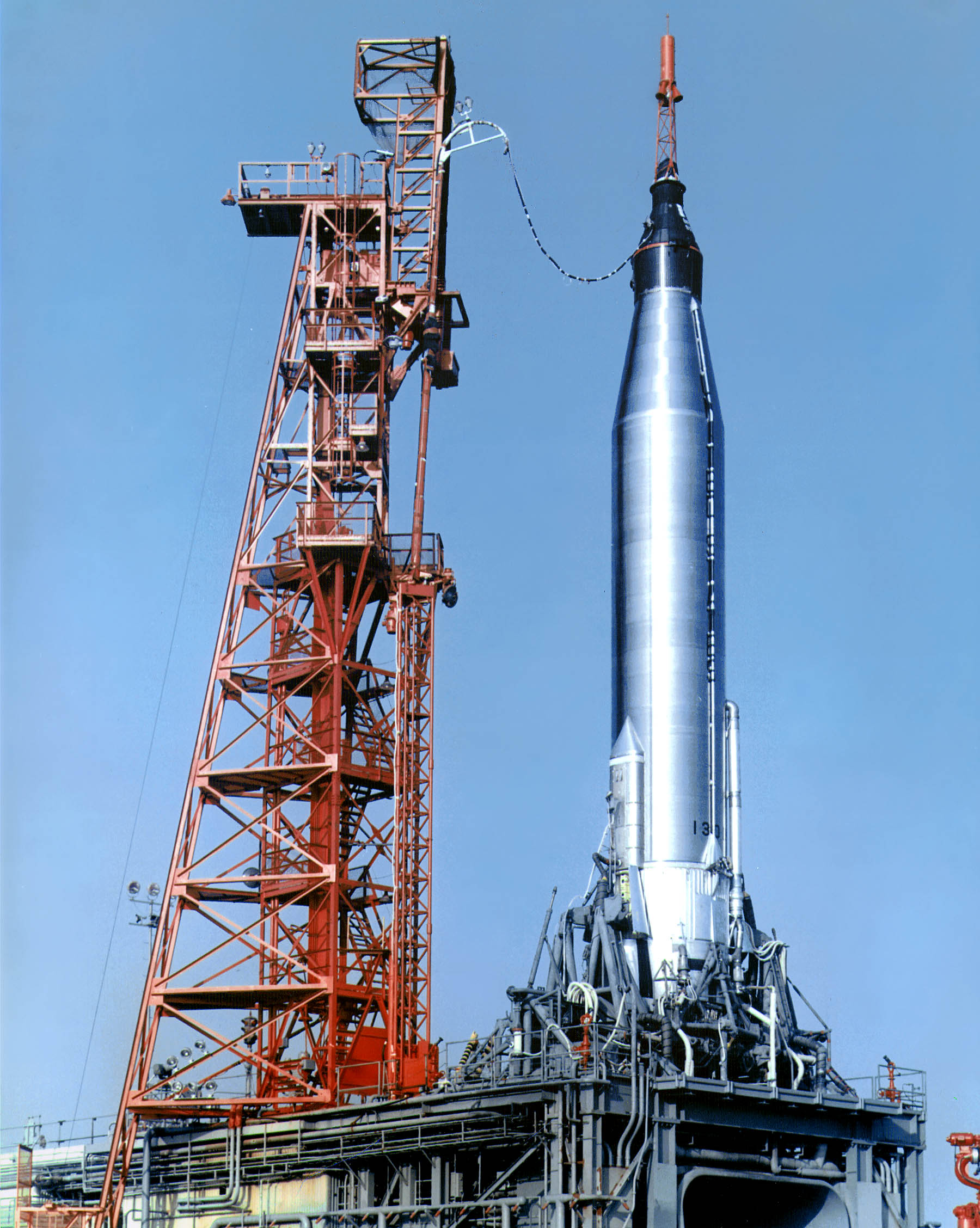
Mercury-Atlas 9 auf der Startrampe

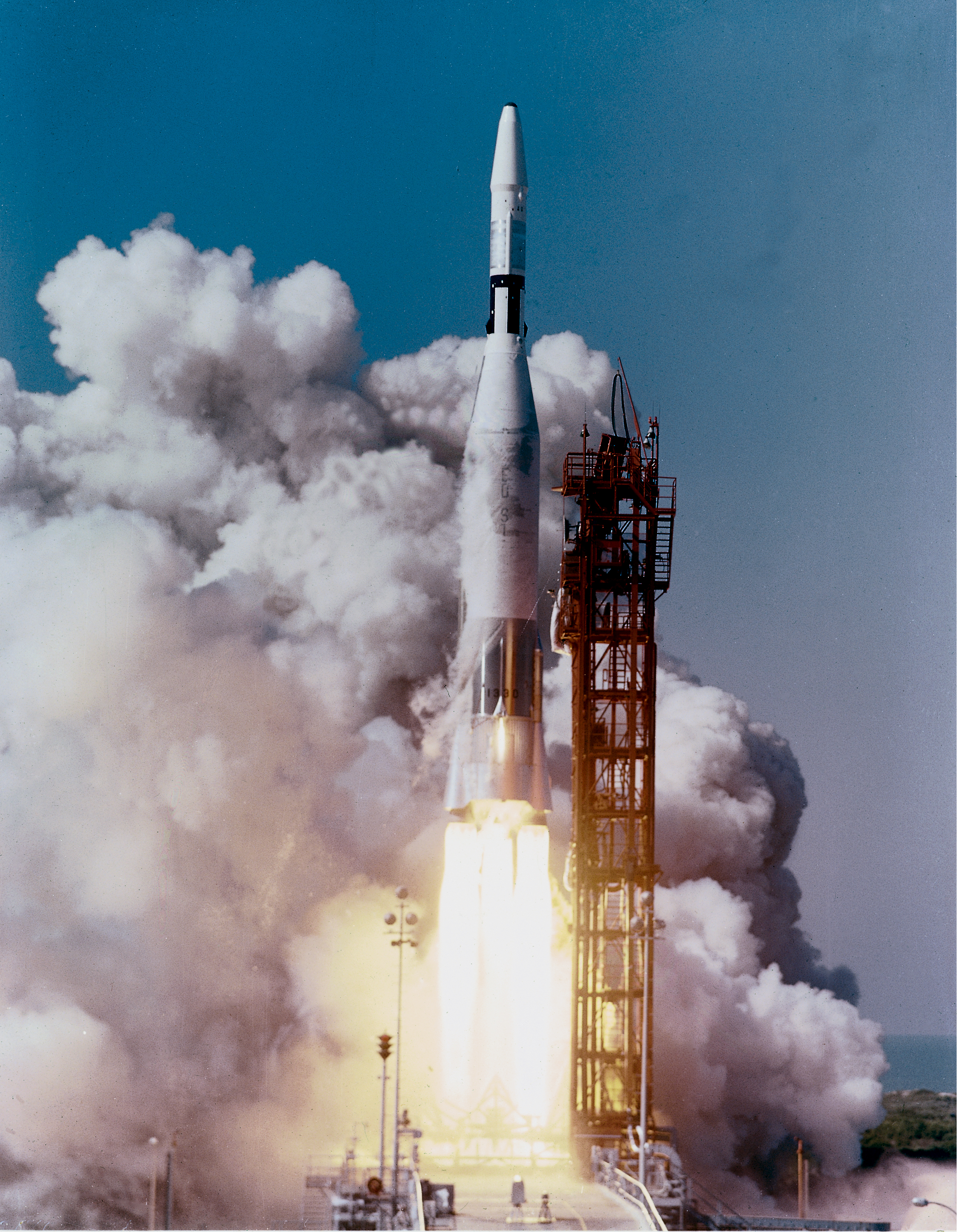
Atlas-Agena B beim Start von Ranger 4

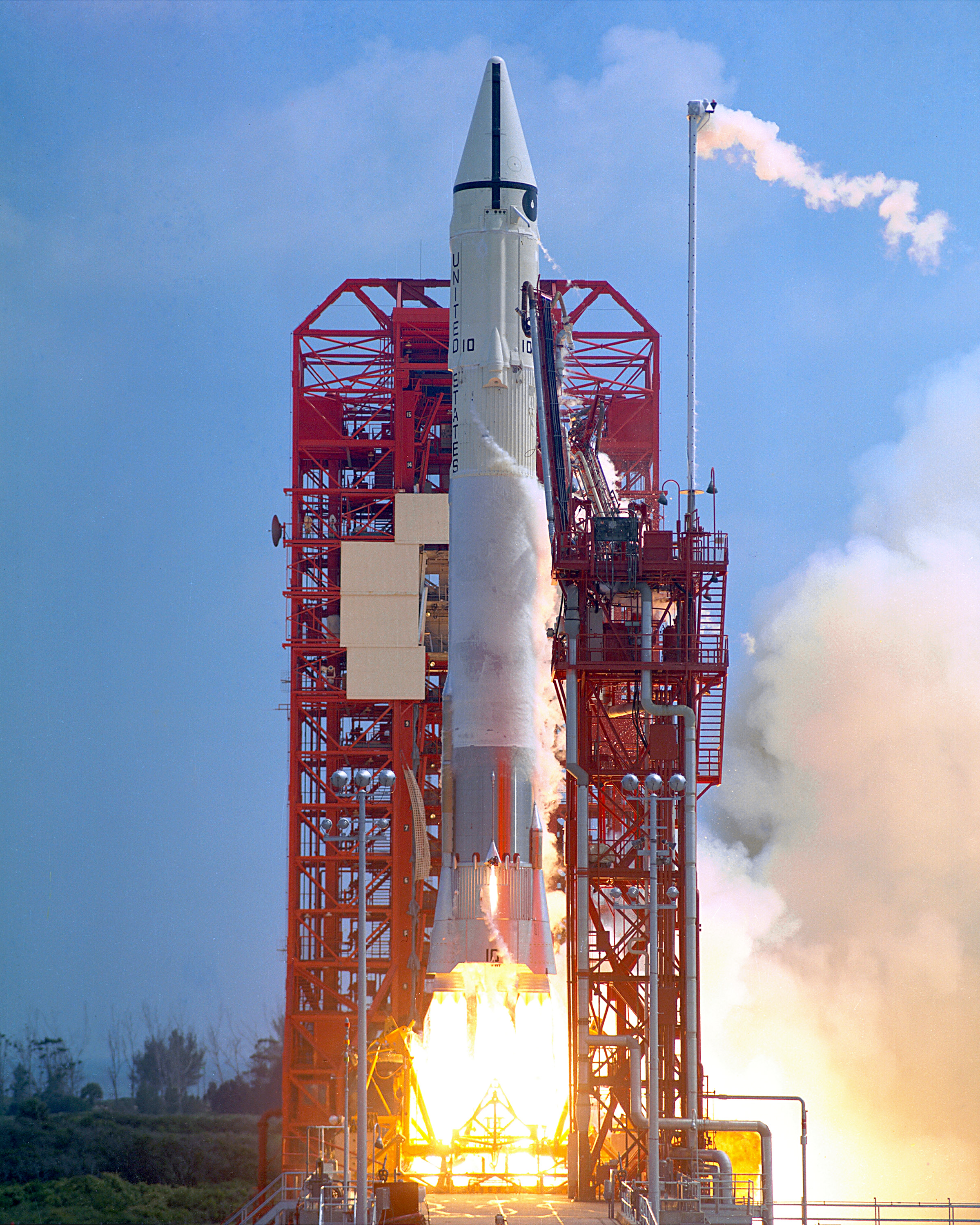
Atlas-Centaur beim Start von Surveyor 1

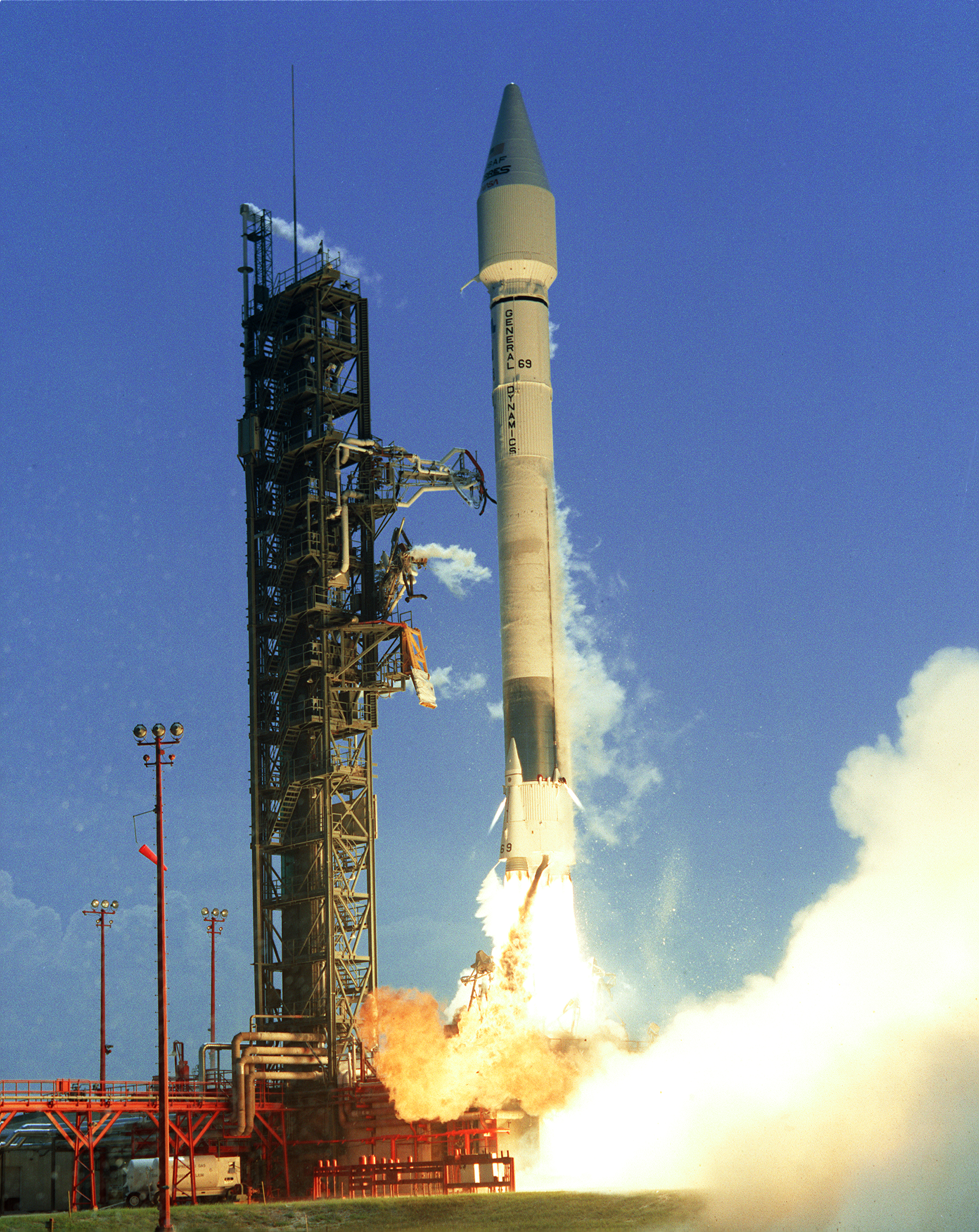
Atlas I beim Start von CRRES

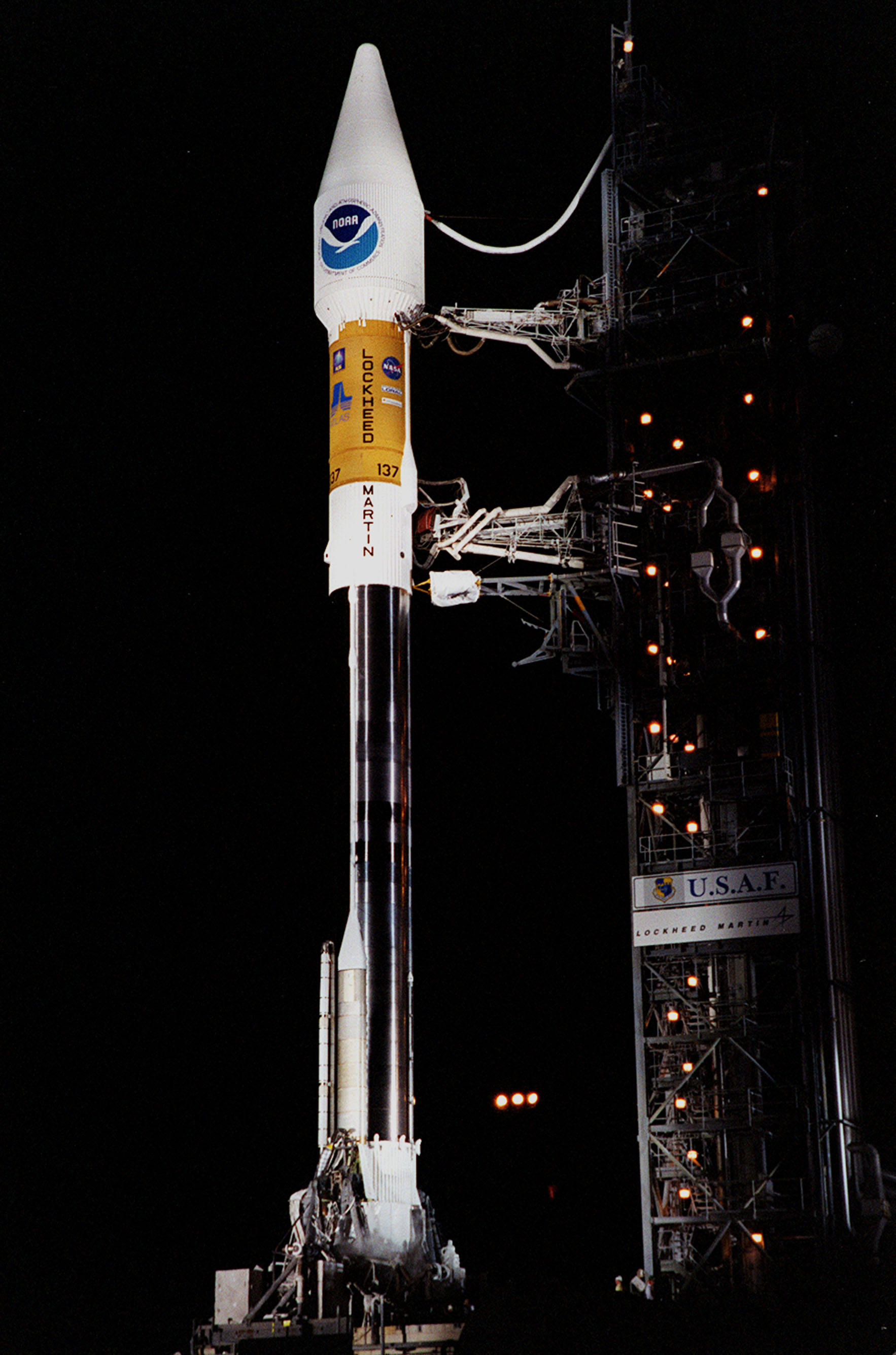
Atlas II mit dem Wettersatelliten GOES-L

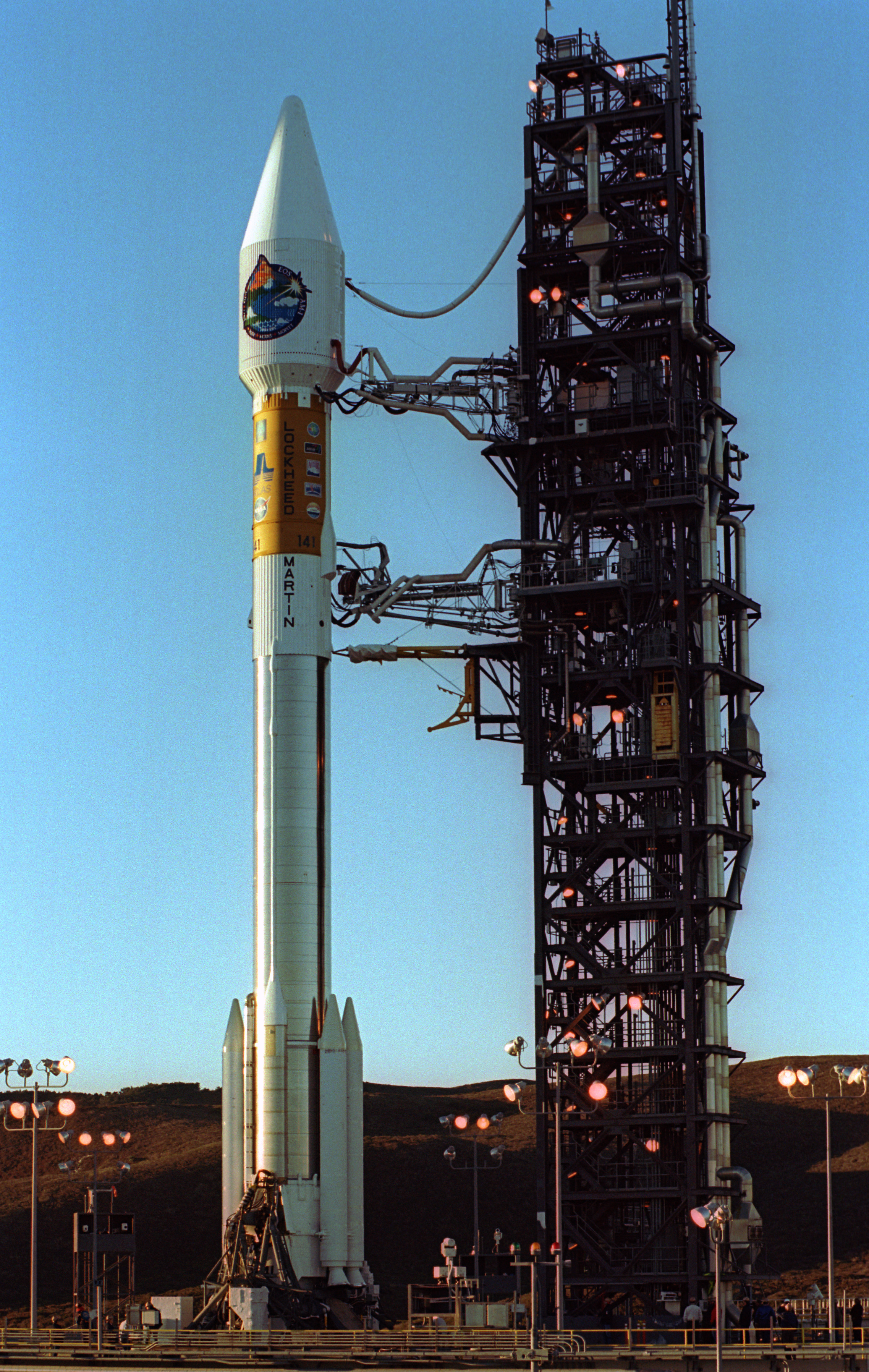
Atlas IIAS auf der Startrampe SLC-2E in Vandenberg mit dem Satelliten Terra

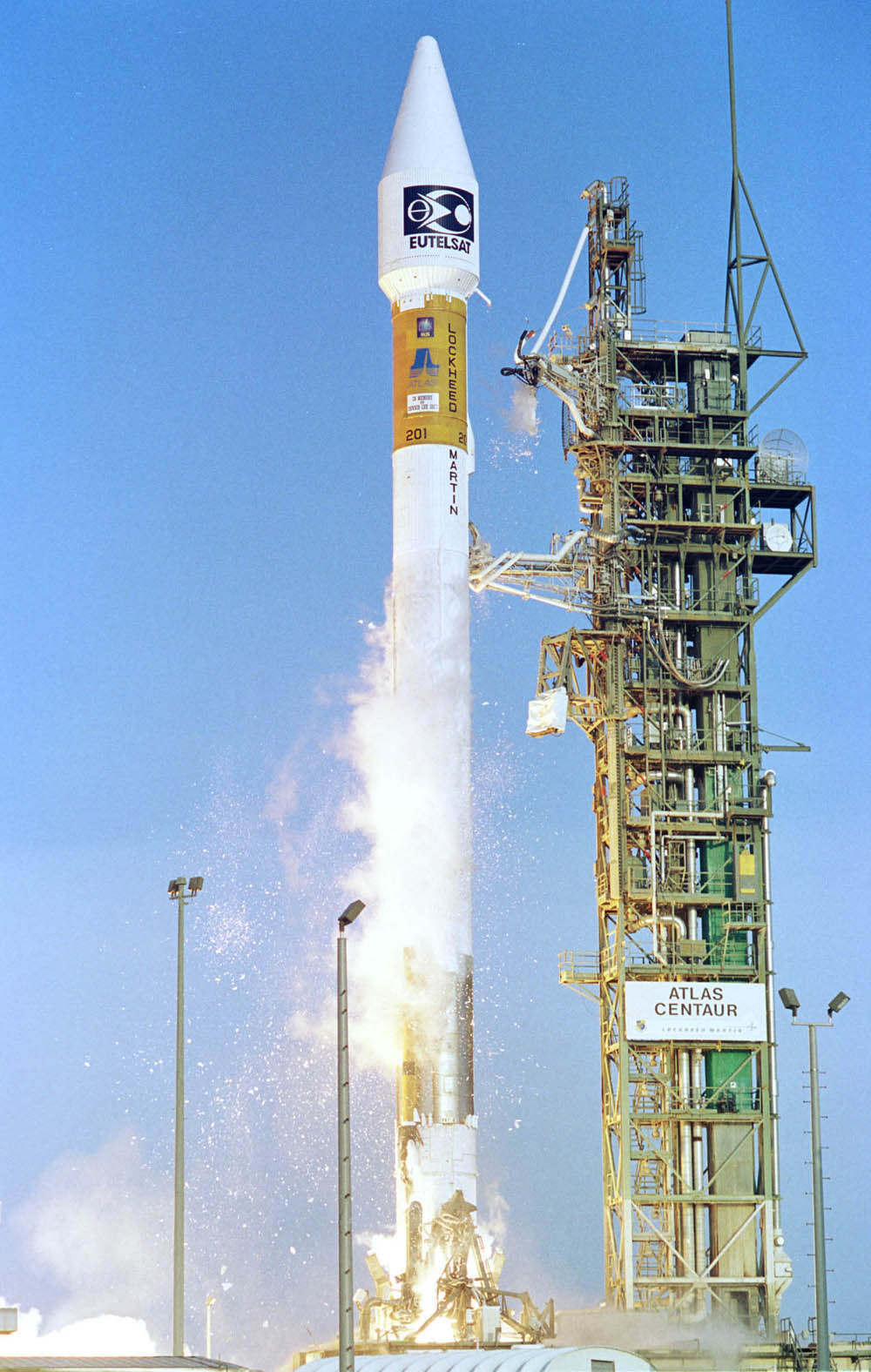
Erststart einer Atlas IIIA

Die Atlas, einstmals entwickelt als ballistische Interkontinentalrakete, ist eine Trägerrakete, die vor allem in den 1960er Jahren beim Mercury- und Gemini-Programm eingesetzt wurde. Weiterentwicklungen der Atlas-Rakete sind auch heute noch als Trägerraketen für Satelliten und Raumsonden im Einsatz.

## Geschichte

### Interkontinentalrakete
Die Entwicklung der Atlas begann im März 1946, als die Consolidated Vultee Aircraft Corporation (ab 1954 Convair) von den United States Army Air Forces mit dem Bau einer Interkontinentalrakete mit einer Reichweite von 8000 km beauftragt wurde (Projekt MX-774 oder Hiroc). Das Projekt wurde nach kurzer Zeit wegen Geldmangels beendet, jedoch 1951 angesichts der sowjetischen Aufrüstung wiederbelebt (als Projekt MX-1593 oder Atlas). Der erste Start einer Atlas fand am 11. Juni 1957 statt. Nach Auftreten eines Fehlers im Treibstoffsystem musste die Rakete aber 51 Sekunden nach dem Start zerstört werden. So blieb der erste erfolgreiche Flug einer Interkontinentalrakete der Sowjetunion, mit dem erfolgreichen Start der R-7 am 21. August 1957, vorbehalten.
Die U.S. Air Force zog aber noch im selben Jahr, am 17. Dezember 1957, mit dem ersten geglückten Flug der Atlas A nach. Ein Jahr später absolvierte die Atlas B am 29. November 1958 den ersten Flug über die volle Distanz. Im selben Jahr wurde beschlossen, die Atlas als Trägerrakete für das Mercury-Programm zu benutzen. Im September 1959 nahmen die ersten Atlas D den Truppendienst auf. Im Mai 1960 stellte die Atlas D mit einer Flugstrecke von fast 14.500 km den bis dato gültigen Rekord für den weitesten bekannten Flug einer Interkontinentalrakete auf. Wegen ihrer langen Vorbereitungszeit bis zum Start wurde die Atlas schon 1965 bei der Air Force außer Dienst gestellt. Sie wurde durch die militärisch geeigneteren Interkontinentalraketen Titan II und Minuteman abgelöst. Ausgemusterte Interkontinentalraketen vom Typ Atlas wurden bis in die 1990er als Trägerraketen für kleine Nutzlasten eingesetzt.
Modelle:
- Atlas A: Entwicklungsmodell mit nur zwei Triebwerken (ohne Booster) inkl. Vernierdüsen, geringer Treibstoffladung, sehr einfachem Steuerungssystem und Raketenspitzenattrappe; erster erfolgreicher Flug im Dezember 1957
- Atlas B: Entwicklungsmodell mit Antrieb nahe an der späteren Einsatzkonfiguration und abtrennbarer Spitze; die 10. Rakete dieser Serie brachte 1958 den ersten Kommunikationssatelliten Score in den Orbit
- Atlas C: Entwicklungsmodell nahe an der Einsatzkonfiguration mit verbessertem Steuerungssystem und Wiedereintrittskapsel
- Atlas D (Atlas LV-3B): erstes Einsatzmodell mit Radio-Inertialer-Lenkung; Erstflug im April 1959; erster Stationierungsort Vandenberg Air Force Base ab September 1959 horizontal in Bunkern; Sprengkopf W-49 in Mk.2/3 RV (1,44 MT); ausgemustert 1965; Verwendung für Mercury-Programm der NASA und den Start der fehlgeschlagenen Pioneer 1-Sonde zur Umkreisung des Monds (1959)
- Atlas E: Einsatzmodell mit inertialer Steuerung, verbessertem Betankungssystem und verbessertem Antrieb; erster erfolgreicher Flug im Februar 1961; Stationierung ab 1961 horizontal in Bunkern; Sprengkopf W-47 in Mk.4 RV (3,75 MT); ausgemustert 1965, bis 1995 mit einer oder mehreren Feststoffoberstufen als Trägerrakete eingesetzt
- Atlas F: stark verbessertes Modell, Stationierung in Silos ab 1962; erster erfolgreicher Flug im August 1962; Sprengkopf W-47 in Mk.4 RV (3,75 MT); ausgemustert 1965; bis 1981 mit einer oder mehreren Feststoffoberstufen als Trägerrakete eingesetzt

### Raumfahrt-Trägersystem 1. Generation
Nach dem ersten Start einer umgebauten Atlas-B als Satellitenträger versuchte man die Fähigkeit der Atlas-Rakete für schwerere Nutzlasten auszunutzen. Dazu stattete man die Atlas-C mit einer Able-Oberstufe und Altair-Drittstufe jeweils aus der Vanguard Rakete aus und versuchte mit dieser Kombination eine 175 kg schwere Sonde in eine Transferbahn zum Mond zu bringen. Von dieser als Atlas-Able bekannten Version wurden nur vier Stück gebaut, von denen drei zwischen dem 15. November 1959 und 15. Dezember 1960 gestartet wurden. Diese drei Raketen versagten, die vierte explodierte bereits bei einem Test auf der Startrampe.
Für das Mercury-Programm wurden ausgemusterte Atlas-D verwendet. Der erste Start einer solchen Mercury-Atlas-Rakete fand am 29. Juli 1960 statt, schlug jedoch fehl. Nach fast eineinhalb Jahren und weiteren Teststarts wurde am 29. November 1961 der Affe Enos erfolgreich mit der Mercury Atlas 5 in einen Orbit gebracht und bestand damit erfolgreich die Generalprobe für den ersten bemannten Flug. Diesen absolvierte John Glenn am 20. Februar 1962 im Rahmen der Mercury 6 Mission und wurde damit zum ersten Amerikaner in einem Orbit. Auch die drei darauf folgenden Mercury-Missionen wurden mit einer Atlas-Rakete durchgeführt.
Die Atlas mit der Agena-Oberstufe startete seit 1960 zahlreiche militärische und NASA-Nutzlasten. Auch beim Gemini-Programm beförderten die Atlas-Agena ihre Agena-Oberstufe in den Orbit, die dort den bemannten Gemini-Raumschiffen als Andockziel diente. Von dieser Version gab es sechs Varianten (Atlas LV-3A Agena A, Atlas LV-3A Agena B, Atlas LV-3 Agena D, Atlas SLV-3 Agena D und Atlas SLV-3A Agena D) die sich in der eingesetzten Basis- und Oberstufe unterschieden.
Zur selben Zeit, als von der USAF die Atlas-Agena A entwickelt wurde, hatte die NASA ein Entwicklungsprogramm für eine Atlas-Vega mit höherer Leistung zum Start von Satelliten und Raumsonden. Die Atlas-Vega hätte drei Stufen für den Start in höhere Umlauf- und Fluchtbahnen gehabt. Bei Starts in erdnahe Umlaufbahnen sollten nur die ersten beiden Stufen verwendet werden. Die zweite Stufe sollte ein modifiziertes General Electric Triebwerk der Vanguard-Erststufe erhalten. Die dritte Stufe, namens Vega, wurde vom JPL entwickelt. Die Entwicklung der Atlas-Vega wurde eingestellt, als die USAF die gleich leistungsfähige Atlas-Agena-B entwickelte. Die Atlas-Vega kam nie zum Einsatz.

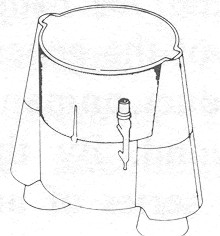
Die Boostersektion der Atlas-Vega
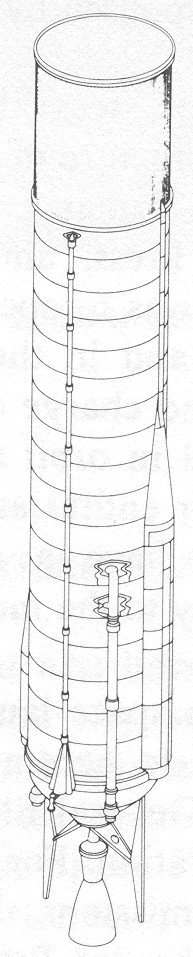
Erste Stufe der Atlas-Vega ohne Booster
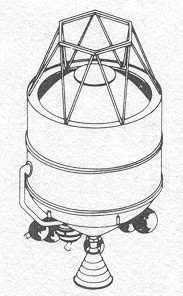
Die zweite Stufe der Atlas-Vega
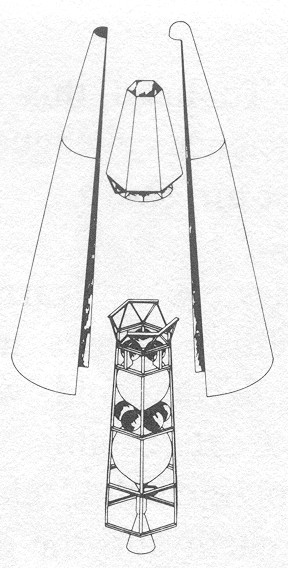
Vega Oberstufe mit Nutzlast in der Nutzlastverkleidung

Die Atlas-Rakete wurde in Verbindung mit der Centaur-Oberstufe auch zum Start der Surveyor-Mondsonden, Mariner 9, Pioneer-Venus, Pioneer 10 und 11 eingesetzt. Außerdem startete diese als Atlas-Centaur LV-3C genannte Version kommerzielle und militärische Kommunikationssatelliten in den Geotransferorbit. Auch von dieser Rakete gab es mehrere Versionen. Bei der Originalversion LV-3C kam eine Atlas-D mit einer Centaur-C Oberstufe zum Einsatz. Später folgten die Versionen Atlas SLV-3C Centaur D, Atlas SLV-3C Centaur D1A und Atlas SLV-3C Centaur D1AR, wobei anfangs bei Tests und später bei einigen Starts auch frühere Versionen der Centaur bzw. zusätzliche Kickstufen zum Einsatz kamen.
Vornehmlich vom Militär wurde auch eine Atlas-Rakete mit einer kleineren Festtreibstoff-Oberstufe genutzt. Sie brachte NOAA-Wettersatelliten und militärische Nutzlasten von Vandenberg AFB aus in einen polaren Orbit.

### Raumfahrt-Trägersystem 2. Generation
In den 1980er Jahren konnte die Atlas mit den gestiegenen Nutzlastanforderungen nicht mehr mithalten, wobei ihr gleichzeitig die Ariane- und die Delta-Raketen Konkurrenz machten. So entschloss man sich auf Basis der Atlas Centaur D-1AR zu einer Verstärkung der Basisstufe, welche um drei Meter verlängert wurde und so 17 t mehr Treibstoff fassen konnte. Diese als Atlas G Centaur bezeichnete Version startete am 9. Juni 1984 zu ihrem Erstflug, wobei die Nutzlast Intelsat V F-9 aufgrund eines Fehlers in der Centaur-Oberstufe seinen Orbit nicht erreichte und einige Monate später verglühte. Insgesamt wurde diese Version bis 1989 sieben Mal eingesetzt. Auf Basis dieser Rakete entstand auch die fünfmal für den Start von militärischen Funkaufklärungssatelliten genutzte Atlas H, welche aus der Basisstufe der Atlas G ohne die Centaur-Oberstufe bestand.
Als nach der Challenger-Katastrophe klar wurde, dass man ein unbemanntes Trägersystem zum Starten von Kommunikationssatelliten und mittelschweren militärischen Nutzlasten brauchte (Titan IV übernahm die schweren, Delta II die leichteren Nutzlasten), wurde 1990 die größtenteils auf der Atlas G basierte Atlas I eingeführt. Gleichzeitig wurde das Entwicklungsrisiko von der NASA auf den privaten Hersteller übertragen. Von nun an wurde die Entwicklung der Rakete nicht mehr von der NASA finanziert, sondern wurde indirekt durch das Buchen von mehreren Raketen des zu entwickelnden Typs durch die NASA und das Verteidigungsministerium subventioniert. Hauptänderung gegenüber der Atlas G war die Ausstattung mit digitaler statt analoger Steuerungssysteme. Der erste von elf Starts erfolgte am 25. Juli 1990, der letzte am 25. April 1997. An den drei Fehlstarts war zweimal die Turbopumpe der Centaur-Oberstufe und einmal eine Leistungsminderung der Basisstufe schuld.
Ein Jahr später folgte die stark überarbeitete, größere und etwas stärkere Atlas II. Sie verfügte über verbesserte Triebwerke in der ersten Stufe, strukturelle Verstärkungen und einige Vereinfachungen im Aufbau, was die Zuverlässigkeit der Rakete stark verbesserte. Es folgten die kommerzielle Variante Atlas IIA, die eine verbesserte Centaur-Stufe verwendete und die Atlas IIAS, die zudem über vier Castor-IVA-Feststoffbooster als Starthilfe verfügte und so die Nutzlast auf 8,6 t (LEO) bzw. 3,63 t (GTO) steigerte. Die Atlas II flog in den Jahren 1991 bis 2004 63 Einsätze, die sämtlich erfolgreich verliefen.
Die zunächst als eine Weiterentwicklung der Atlas II geplante Atlas III (frühere Bezeichnung Atlas IIAR) wurde nach dem Beschluss, die Atlas V zu entwickeln, als eine Übergangslösung zur Atlas V angesehen. Sie sollte einen Großteil von neuen Technologien testen, die in der späteren Atlas V zum Einsatz kommen sollten. Die Atlas IIIA verwendete als erste US-amerikanische Rakete ein russisches RD-180-Haupttriebwerk, das von dem Triebwerk der Zenit-Rakete abgeleitet wurde. Durch den sehr viel höheren Schub des RD-180 konnte die Rakete schwerer werden, dazu wurden die Tanks erheblich verlängert, um mehr Treibstoff aufzunehmen. Allerdings arbeitete das regelbare Triebwerk beim Start trotz des höheren Gewichtes nur mit 74 % seiner vollen Leistung, da sonst die Struktur der Rakete überlastet würde, wobei zwischenzeitlich auch Beschleunigungswerte über 5 g erreicht werden. Am 24. Mai 2000 startete die erste Atlas IIIA, am 21. Februar 2002 die erste Atlas IIIB. Die Centaur der Atlas III war so ausgelegt, dass sie wahlweise mit einem (IIIA) oder zwei (IIIB) RL10-Triebwerken und entsprechend kürzerem oder längerem Tank angetrieben werden konnte (SEC = Single Engine Centaur, DEC = Dual Engine Centaur). Diese Technik kommt auch in der Atlas V zum Einsatz. Da die Atlas III nur eine Übergangslösung war, wurde ihre Produktion nach der Einführung der Atlas V wieder eingestellt. Sie absolvierte zwischen Mai 2000 und Februar 2005 lediglich sechs Starts (zwei IIIA und vier IIIB), die alle erfolgreich verliefen.
Alle Atlas-Raketen der zweiten Generationen wurden mit Centaur-Oberstufen ausgestattet. Da die Stufe standardmäßig zur Rakete gehörte, wurde ihr Einsatz nicht mehr wie bei der Atlas-Centaur der ersten Generation besonders gekennzeichnet.

### Weiterentwicklung
Als Weiterentwicklung entstand die Atlas V, die 2002 ihren Erstflug absolvierte und wegen der großen Unterschiede in einem eigenen Artikel beschrieben wird. Eine Atlas IV gab es nicht, vermutlich wurde diese Ziffer übersprungen, um nicht mit der Titan IV vom selben Hersteller verwechselt zu werden.

## Technik
Die Atlas der ersten Generation wog bei einer Höhe von 29,1 Meter etwa 116 Tonnen und konnte damit eine Nutzlast von 1,4 Tonnen transportieren. Sie wurde in einer 1,5-stufigen Bauweise gefertigt und bestand aus einem Haupt- und zwei zusätzlichen Starttriebwerken, wobei letztere nach ca. 130 s abgeworfen wurden, während das zentrale Haupttriebwerk weiterarbeitete. Dieses ungewöhnliche, in den 1950ern entwickelte Stufenkonzept („Eineinhalb-Stufen-Rakete“) entstand aus der Befürchtung, ein Raketentriebwerk könne während des Fluges im Vakuum des Weltraums eventuell nicht zuverlässig gezündet werden. Deshalb wählte man ein Konzept, bei dem alle drei Triebwerke bereits am Boden gezündet wurden. Alle Triebwerke wurden aus denselben Tanks versorgt. Die silbrige Außenhaut bestand aus Edelstahl und musste aufgrund ihrer nur ein Millimeter dicken Wand beim Leertransport auf der Erde durch Innendruck versteift werden. Der Treibstoff wurde im Rumpf, d. h. nicht in zwei separaten Tanks, sondern in einem Tank mit einem isolierten Zwischenboden transportiert. Durch diese Konstruktionsweise zeichnete sich die Atlas durch ein extrem niedriges Leergewicht aus. Das Haupttriebwerk wurde schon beim Start gezündet und brannte insgesamt 402 Sekunden, wobei es am Anfang für 131 Sekunden von den beiden Starttriebwerken unterstützt wurde. Als Brennstoff wurde Kerosin, welches im Tank unter einem Druck von 4,2 bar vorgehalten wurde, verwendet, und als Oxidator Flüssigsauerstoff, dessen Tanküberdruck 2,1 bar betrug. Die Atlas wurde von Convair gefertigt, die drei Triebwerke wurden mit der Zeit in der Leistung gesteigert. Ab der Atlas III wechselte man jedoch auf ein russisches Triebwerk mit zwei Brennkammern und deutlich höherem spezifischem Impuls und Schubkraft.

### Technische Daten
|                    | Atlas B         | Atlas D         | Atlas E/F          | Atlas Agena A                          | Atlas Centaur                          | Atlas 1                   | Atlas 2A                  | Atlas 3B                  |
| ------------------ | --------------- | --------------- | ------------------ | -------------------------------------- | -------------------------------------- | ------------------------- | ------------------------- | ------------------------- |
| Länge              | 26,0 m          | 25,0 m          | 29,2 m             | 30,1 m                                 | 35,2 m                                 | 43,77 m                   | 47,42 m                   | 53,10 m                   |
| Spannweite         | 4,90 m          | 4,90 m          | 4,90 m             | 4,88 m                                 | 4,90 m                                 | 4,90 m                    | 4,90 m                    | 4,90 m                    |
| Durchmesser        | 3,05 m          | 3,05 m          | 3,05 m             | 3,05 m                                 | 3,05 m                                 | 3,05 m                    | 3,05 m                    | 3,05 m                    |
| Startmasse         | 110,7 t         | 116,1 t         | 122,0 t            | 124,0 t                                | 136,1 t                                | 164,3 t                   | 187,7 t                   | 225,5 t                   |
| Stufen             | 1,5             | 1,5             | 2,5                | 2,5                                    | 2,5                                    | 2,5                       | 2,5                       | 2,5                       |
| Nutzlast           | 70 kg (LEO)     | 1,36 t (LEO)    | 2,25 t (LEO)       | 2,30 t (LEO) 1,00 t (GTO) 0,50 t (ESC) | 4,00 t (LEO) 1,80 t (GTO) 1,00 t (ESC) | 3,63 t (LEO) 2,26 t (GTO) | 7,28 t (LEO) 3,04 t (GTO) | 10,7 t (LEO) 4,48 t (GTO) |
| Booster / 1. Stufe |                 |                 |                    |                                        |                                        |                           |                           |                           |
| Triebwerk          | 2 XLR-89-5      | 2 XLR-89-5      | 2 LR-89-5          | 2 XLR-89-5                             | 2 LR-89-5                              | 2 LR-89-7                 | 2 RS-56-OBA               | RD-180                    |
| Startschub         | 1517 kN         | 1517 kN         | 1645 kN            | 1517 kN                                | 1645 kN                                | 1645 kN                   | 2094 kN                   | 3827 kN                   |
| Treibstoff         | Kerosin und LOX | Kerosin und LOX | Kerosin und LOX    | Kerosin und LOX                        | Kerosin und LOX                        | Kerosin und LOX           | Kerosin und LOX           | Kerosin und LOX           |
| Brenndauer         | 120 s           | 135 s           | 120 s              | 120 s                                  | 120 s                                  | 174 s                     | 172 s                     | 145 s                     |
| Start-/Leermasse   | ? / 3,05 t      | ? / 3,95 t      | ? / 3,175 t        | ? / 3,05 t                             | ? / 3,18 t                             | ? / 3,65 t                | ? / 4,19 t                | 195,6 / 13,73 t           |
| Sustainer          |                 |                 |                    |                                        |                                        |                           |                           |                           |
| Triebwerk          | XLR-105-5       | XLR-105-5       | LR-105-5           | XLR-105-5                              | LR-105-5                               | LR-105-7                  | RS-56-OSA                 |                           |
| Schub              | 363 kN          | 363 kN          | 386 kN             | 363 kN                                 | 386 kN                                 | 386 kN                    | 386 kN                    |                           |
| Treibstoff         | Kerosin und LOX | Kerosin und LOX | Kerosin und LOX    | Kerosin und LOX                        | Kerosin und LOX                        | Kerosin und LOX           | Kerosin und LOX           |                           |
| Start-/Leermasse   | 107,5/3,98 t    | 113,1/2,35 t    | 117,8/4,93 t       | 117,2/2,39 t                           | 117,4/3,70 t                           | 142,5/4,24 t              | 162,5/2,05 t              |                           |
| Brenndauer         | 240 s           | 303 s           | 309 s              | 250 s                                  | 335 s                                  | 266 s                     | 283 s                     |                           |
| Länge              | 21,9 m          | 21,2 m          | 20,7 m             | 20,3 m                                 | 18,3 m                                 | 22,2 m                    | 24,9 m                    |                           |
| Durchmesser        | 3,05 m          | 3,05 m          | 3,05 m             | 3,05 m                                 | 3,05 m                                 | 3,05 m                    | 3,05 m                    |                           |
| 2. Stufe           |                 |                 |                    |                                        |                                        |                           |                           |                           |
| Triebwerk          |                 |                 | Thiokol TE-M-364-4 | Bell XLR81-BA-5                        | P&W RL10A-1                            | P&W RL10A-3A              | P&W RL10A-4               | P&W RL10A-4-2             |
| Schub              |                 |                 | 66,7 kN            | 68,9 kN                                | 71,2 kN                                | 146,8 kN                  | 185 kN                    | 198,3 kN                  |
| Treibstoff         |                 |                 | fest (TP-H-3062)   | UDMH/Salpetersäure                     | H2 und LOX                             | H2 und LOX                | H2 und LOX                | H2 und LOX                |
| Start-/Leermasse   |                 |                 | 1123/83 kg         | 3790/885 kg                            | 15,6/2,0 t                             | 15,6/1,7 t                | 15,6/2,1 t                | 22,96/2,1 t               |
| Brenndauer         |                 |                 | 43,5 s             | 120 s                                  | 430 s                                  | 402 s                     | 392 s                     | 460 s                     |
| Länge              |                 |                 |                    | 4,7 m                                  | 9,15 m                                 | 9,15 m                    | 10,10 m                   | 13,25 m                   |
| Durchmesser        |                 |                 | 0,93 m             | 1,52 m                                 | 3,05 m                                 | 3,05 m                    | 3,05 m                    | 3,05 m                    |

## ICBM der 1. Generation im Vergleich
| Staat                                                                 | UdSSR                | UdSSR                          | UdSSR             | USA                        | USA                       |
| --------------------------------------------------------------------- | -------------------- | ------------------------------ | ----------------- | -------------------------- | ------------------------- |
| Rakete                                                                | R-7 / R-7A           | R-16 / R-16U                   | R-9A              | SM-65 Atlas (-D/-E/-F)     | SM-68 Titan I             |
| Entwickler                                                            | OKB-1 (Koroljow)     | OKB-586 (Jangel)               | OKB-1 (Koroljow)  | Convair                    | Glenn L. Martin Company   |
| Entwicklungsbeginn                                                    | 1954 / 1958          | 1956 / 1960                    | 1959              | 1954                       | 1958                      |
| erste Einsatzbereitschaft                                             | 1959 / 1960          | 1961 / 1963                    | 1964 / 1964       | 1959 / 1961 / 1962         | 1962                      |
| Ausmusterung bis                                                      | 1968                 | 1976 / 1976                    | 1976              | 1964 / 1965 / 1965         | 1965                      |
| Reichweite (km)                                                       | 8.000 / 9.500–12.000 | 11.000–13.000                  | 12.500            |                            | 10.000                    |
| Steuerung                                                             | radio-inertial       | inertial                       | radio-inertial    | radio-inertial / inertial  | radio-inertial / inertial |
| CEP (km)                                                              | 10                   | 4,3                            | 8–10              |                            | <1,8                      |
| Startmasse (t)                                                        | 280 / 276            | 141 / 147                      | 80                | 118 / 122 / 122            | 103                       |
| Stufen                                                                | 1,5                  | 2                              | 2                 | 1,5                        | 2                         |
| Treibstoffkombination                                                 | Kerosin / LOX        | UDMH / Salpetersäure           | Kerosin / LOX     | Kerosin / LOX              | Kerosin / LOX             |
| Stationierungsart                                                     | Startrampe           | Startrampe / Silo              | Startrampe / Silo | Startrampe / Bunker / Silo | Silo                      |
| maximaler Überdruck (psi; Schutz der Startanlage bei naher Explosion) |                      | k. A. / 28                     | k. A. / 28        | k. A. / 25 / 100           | 100                       |
| Reaktionszeit                                                         | etwa 24 h            | 10er Minuten – mehrere Stunden | 20min / 8–10 min  | 15–20 min                  | 15–20 min                 |
| Garantiezeit (Jahre bei höchster Alarmbereitschaft)                   |                      | 30 Tage (betankt)              | 1                 |                            | 5                         |
| Explosionsstärke des Sprengkopfes (MT)                                | 3–5                  | 3–6                            | 5                 | 1,44 / 3,75 / 3,75         | 3,75                      |
| max. stationierte Anzahl                                              | 6                    | 186                            | 23                | 30 / 27 / 72               | 54                        |